# Jerod Elcock
Jerod Elcock (* 30. Juli 1998 in Caroni) ist ein Leichtathlet aus Trinidad und Tobago, der sich auf den Sprint spezialisiert hat.

## Sportliche Laufbahn
Erste internationale Erfahrungen sammele Jerod Elcock bei den CARIFTA-Games 2015 in Basseterre, bei denen er in 43,41 s die Silbermedaille mit der trinidadisch-tobagischen 4-mal-100-Meter-Staffel gewann. 2017 belegte er bei den CARIFTA-Games in Willemstad in 10,74 s den sechsten Platz im 100-Meter-Lauf und gewann über 200 Meter in 21,54 s die Silbermedaille und auch mit der Staffel gewann er in 40,24 s die Silbermedaille. Anschließend schied er bei den U20-Panamerikameisterschaften in Trujillo mit 10,81 s im Vorlauf über 100 Meter aus und belegte in 21,13 s den fünften Platz im 200-Meter-Lauf und gewann im Staffelbewerb in 39,90 s die Bronzemedaille. 2019 belegte er bei den U23-NACAC-Meisterschaften in Santiago de Querétaro in 10,17 s den fünften Platz über 100 Meter und über 200 Meter gewann er in 20,65 s die Silbermedaille hinter dem Bahamaer Samson Colebrooke. Anschließend gewann er bei den Panamerikanischen Spielen in Lima in 38,46 s gemeinsam mit Keston Bledman, Akanni Hislop und Kyle Greaux die Silbermedaille mit der 4-mal-100-Meter-Staffel hinter dem brasilianischen Team. 2022 erreichte er bei den Hallenweltmeisterschaften in Belgrad das Finale im 60-Meter-Lauf und belegte dort in 6,63 s den sechsten Platz. Im Juli schied er bei den Weltmeisterschaften in Eugene mit 10,22 s in der ersten Runde über 100 Meter aus und anschließend schied er bei den Commonwealth Games in Birmingham mit 10,38 s im Halbfinale aus und gewann dort in 38,70 s gemeinsam mit Eric Harrison Jr., Kion Benjamin und Kyle Greaux die Silbermedaille hinter dem englischen Team. Daraufhin schied er bei den NACAC-Meisterschaften in Freeport mit 10,55 s im Vorlauf über 100 Meter aus und gewann mit der Staffel in 38,94 s gemeinsam mit Eric Harrison Jr., Asa Guevara und Kyle Greaux die Silbermedaille hinter dem US-amerikanischen Team.
2023 schied er bei den Weltmeisterschaften in Budapest mit 38,89 s im Vorlauf der 4-mal-100-Meter-Staffel aus und im Oktober verpasste er bei den Panamerikanischen Spielen in Santiago de Chile mit 10,58 s den Finaleinzug über 100 Meter und belegte mit der Staffel in 39,54 s den vierten Platz.
2016 wurde Elcock trinidadisch-tobagischer Meister in der 4-mal-100-Meter-Staffel.

## Persönliche Bestzeiten
- 100 Meter: 10,03 s (0,0 m/s), 25. Juni 2022 in Port-of-Spain
  - 60 Meter (Halle): 6,60 s, 5. März 2022 in Pittsburg
- 200 Meter: 20,64 s (+2,0 m/s), 16. April 2022 in El Dorado
  - 200 Meter (Halle): 21,85 s, 12. Februar 2021 in Topeka